# Gedempte Singel 2 (Assen)
De Finse winkel aan de Gedempte Singel 2 in Assen is een laat 19e-eeuws winkel- annex woonhuis, gebouwd in eclectische neo-renaissancestijl. Het is een zeldzaam voorbeeld van een gebouw waarbij zowel de winkelpui als de bovenliggende woonverdieping vrijwel onaangetast zijn gebleven en een architectonische eenheid vormen.

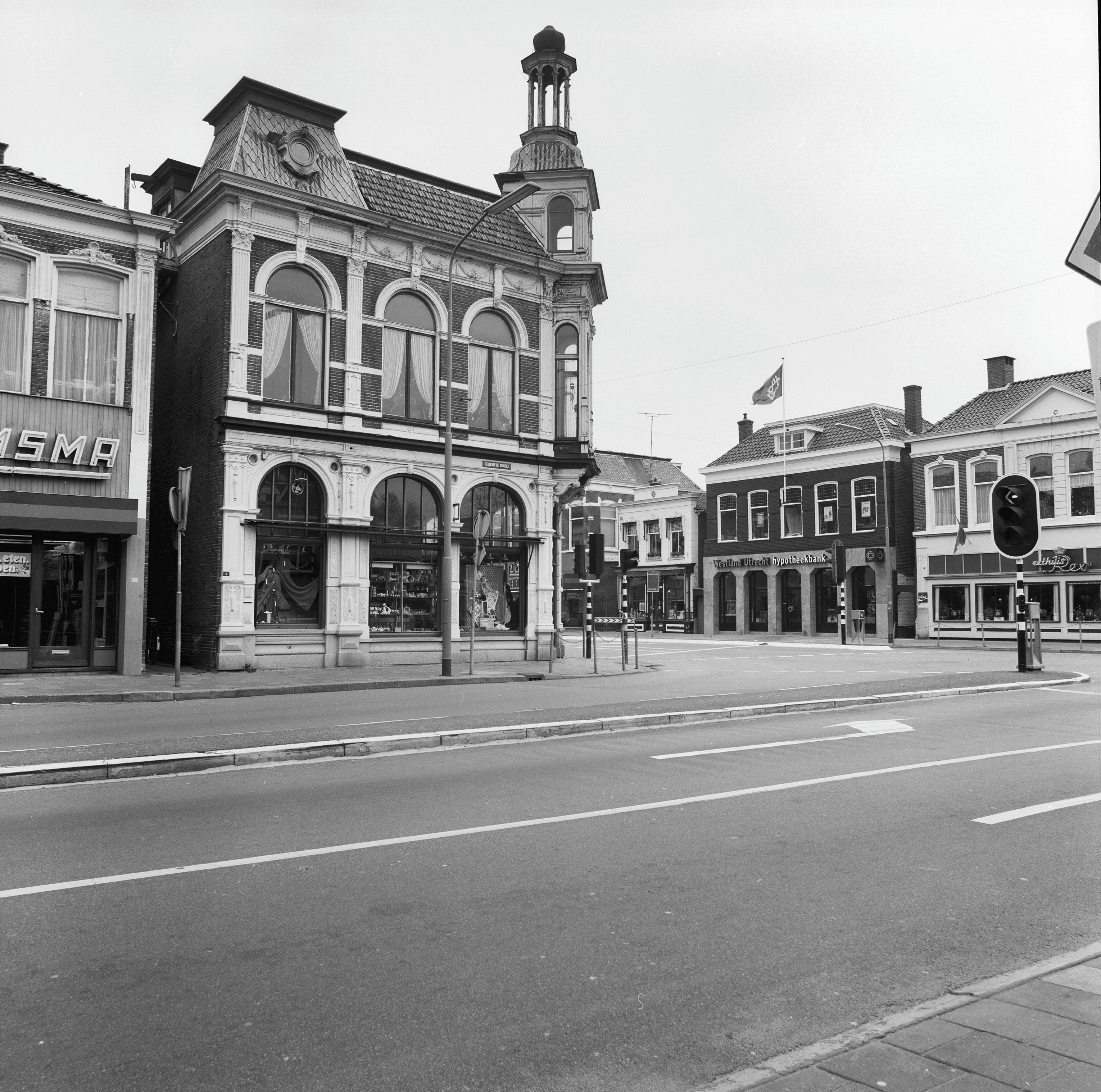
Het pand in 1977

## Geschiedenis
Het pand werd in 1888 gebouwd in opdracht van manufacturier Andries van der Laan. Hij erfde een ouder pand van zijn moeder, Schoontje Lezer, en liet op die plek het huidige gebouw optrekken door architect Johannes van Houten.
Van Houten introduceerde in Assen de kunst van het verwerken van de straathoek in de architectuur van een winkelpand. Hij maakte hierbij optimaal gebruik van de zichtas van de Noordersingel, die zich als een brede oprijlaan naar het pand uitstrekt.
De waarde van het gebouw werd direct bij de opening erkend door de redactie van de Provinciale Drentsche en Asser Courant. De krant omschreef het in renaissancestijl opgetrokken bouwwerk als een “sierlijk winkelgebouw” en een “verrassend effect”. De eigenaar, Andries van der Laan, had ondanks zijn hogere prijzen veel succes door zijn aantrekkelijke uiterlijk, wat hem de bijnaam 'mooi Driessie' opleverde. In 1917 verhuisde hij naar Den Haag vanwege de hoge belasting in Assen.
Na Van der Laan heeft manufacturier Jan van der Schans er jarenlang een winkel gehad. In de herinnering van veel Assenaren staat het pand bekend als de 'Finse winkel', een verwijzing naar de Scandinavische kledingzaak die er al decennialang is gevestigd.

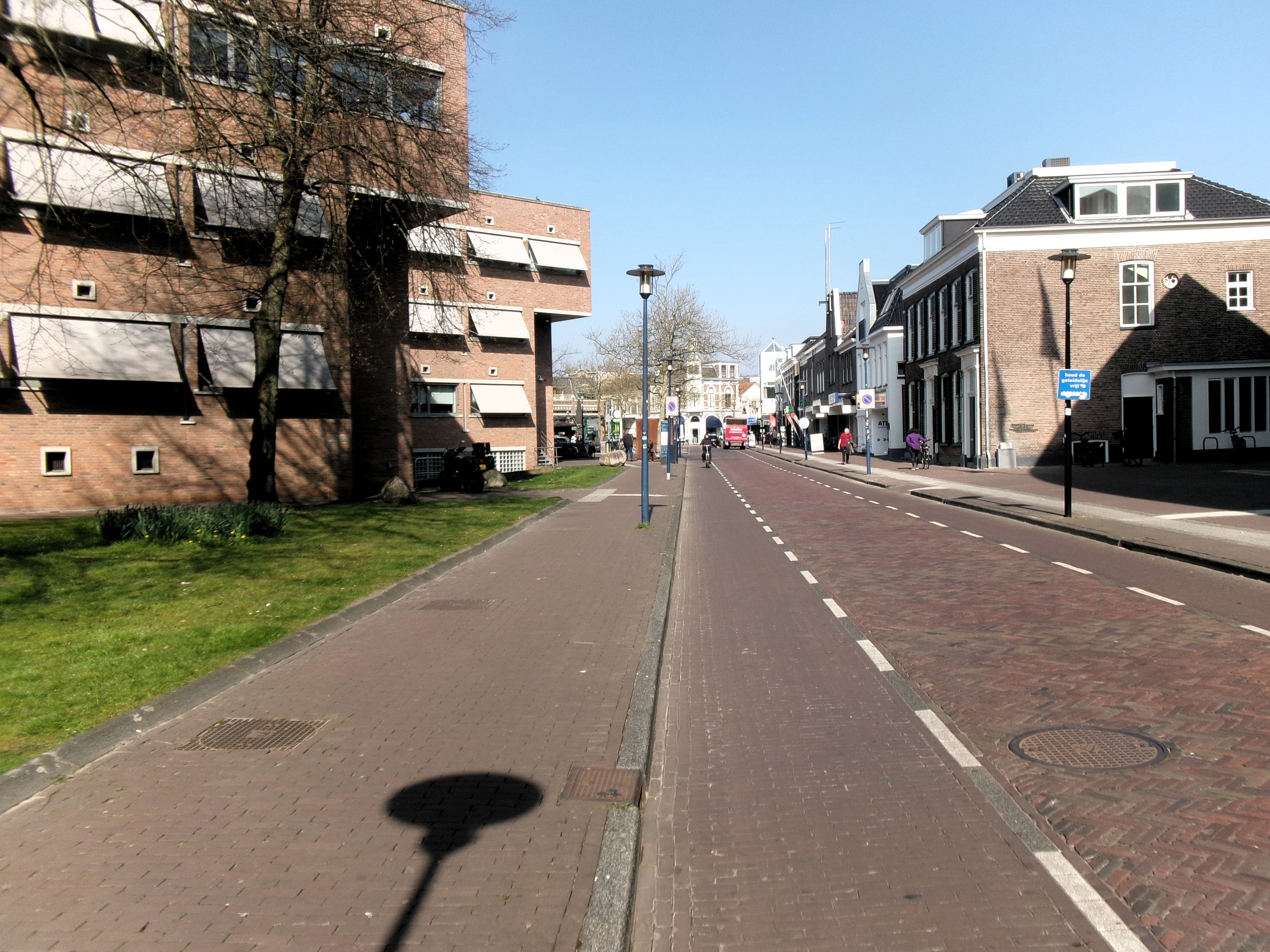
De Noordersingel die zich als een zichtas naar het pand lijkt uit te strekken

## Omschrijving en architectuur
Het pand staat op een hoek en bestaat uit een begane grond en een verdieping, gedekt door een samengesteld, afgeknot schilddak. De gevels zijn rijk versierd met geprofileerde plinten, korfboogvensters met sluitstenen en pilasters met renaissancistische decoratiemotieven.
De overhoekse ingangstravee heeft een gewijzigde entree onder een fraaie, rechthoekige houten erker. Deze wordt ondersteund door consoles met vergulde leeuwenkoppen en maskarons. De erker wordt bekroond door een entablement met een vergulde rozet en een uitkragende kroonlijst. Op de erker bevindt zich een houten torentje met een met zinken imitatieschubben gedekt helmdak, een zogenaamde Welse helm, die op zijn beurt wordt bekroond door een octogonale lantaarn met een uivormige bol en een steile spits.

## Promotiemateriaal en waardering
Vanwege de beeldbepalende kwaliteiten is het pand, vaak gefotografeerd vanaf de Noordersingel, gebruikt als promotiemateriaal voor de stad Assen. Ook de kledingwinkel die erin gevestigd is, heeft het silhouet van het gebouw als beeldmerk gebruikt.
De architectuurhistorische waarde van het pand werd op bovengemeentelijk niveau niet meteen erkend. Een voordracht van de gemeente Assen om het in 1977 op de rijksmonumentenlijst te plaatsen, werd afgewezen. In 1994 werd het pand alsnog aangewezen als rijksmonument.
De waarde van het pand ligt niet alleen in zijn esthetiek, maar ook in zijn symboolfunctie. Het kan worden gezien als een monument van opwaartse sociale mobiliteit. Zowel de Andries van der Laan, die als eenvoudige zoon van een slager begon, als de architect Johannes van Houten, die als eenvoudig timmerman startte, ontwikkelden zich mede door dit project tot respectievelijk een succesvolle winkelier en een gerespecteerd architect.